# فابیان یکر
فابیان یکر (انگلیسی: Fabian Jeker؛ زادهٔ ۲۸ نوامبر ۱۹۶۸) دوچرخه‌سوار اهل سوئیس است.